# Сара Мур Грімке
Сара Мур Грімке (нар. 26 листопада 1792 — пом. 23 грудня 1873) — американська аболіціоністка, яка вважається основоположницею руху за жіноче виборче право:xxi. Вона народилася та виросла у Південній Кароліні у відомій заможній родині плантаторів, у 1820-х роках переїхала до Філадельфії, штат Пенсільванія, і стала квакером, як і її молодша сестра Анджеліна. Сестри почали виступати на аболіціоністських лекціях, приєднавшись до жінок, які виступали публічно на політичні теми ще з колоніальних часів, зокрема Сюзанна Райт, Ганна Гріффіттс, Сьюзен Б. Ентоні, Елізабет Кеді Стентон й Анна Дікінсон. Вони розповідали про свої знання про рабство з перших вуст, закликали до скасування рабства, а також стали активістами за права жінок.

## Ранні роки
Сара Грімке, батьки іноді називали її «Саллі»:xi, народилася в Південній Кароліні, шостою:xi з 14 дітей і другою дочкою:xi у сім'ї Мері Сміт і Джона Фошеро Грімке. Батько був багатим плантатором, адвокатом і суддею у Південній Кароліні, а в певний момент спікером Палати представників Південної Кароліни.
Ранній досвід Сари з освітою сформував її майбутнє як аболіціоністки та феміністки. У дитинстві вона гостро усвідомлювала неповноцінність своєї освіти порівняно з класичною освітою її братів. Попри те, що її сім'я визнавала її неабиякий інтелект, вона не могла здобути серйозну освіту чи здійснити свою мрію стати адвокатом, оскільки ці цілі вважалися «нежіночими». Її навчали приватні вчителі з предметів, які вважалися доречними для молодої жінки з півдня її класу, серед них французька мова, вишивання, малювання аквареллю та гра на клавесині. Її батько дозволив Сарі вивчати географію, історію та математику за книжками з його бібліотеки, а також читати його підручники з права; однак він підвів межу до її вивчення латини:1.
Мати Сари, Мері, була відданою господинею та активним членом громади. Вона очолювала Товариства благодійних жінок Чарлстона. Мері також була відданою єпископальною прихильницею і, отже, часто присвячувала себе бідним і жінкам, ув'язненим у в'язниці неподалік. Віра Мері була твердою; її численні благодійні заходи заважали їй розвивати ніжні стосунки зі своїми дітьми.
Почуваючись обмеженою у своїй ролі, Сара встановила зв'язок з рабами своєї родини настільки, що це занепокоїло її батьків. Починаючи з 12 років, щонеділі по обіді Сара викладала біблійні уроки молодим рабам на плантації. Вона відчайдушно прагнула навчити їх самостійно читати Святе Письмо, і вони хотіли цього, проте батьки заборонили дівчинці, оскільки вчити рабів читати було незаконно. Її батьки також казали, що грамотність лише зробить рабів нещасливими та непокірними, вони стануть непридатними для фізичної праці. У Південній Кароліні навчання рабів читанню було заборонено з 1740 року.
Сара таємно навчила Гетті, свою особисту рабиню, читати й писати, але коли її батьки побачили молоду вчительку за роботою, палка відповідь батька виявилася тривожною. Він був розлючений і мало не відшмагав молоду рабиню. Страх створити біду для самих рабів завадив Сарі знову взятися за таке завдання. Роками по тому вона згадувала цей випадок: «Я відчувала майже зловмисне задоволення, навчаючи свою маленьку служницю вночі, коли вона мала бути зайнята розчісуванням моїх пасм. Світло погасили, замкову щілину закрили ширмою, і ми, лежачи на животі перед вогнем, з орфографічним довідником під очима, кинули виклик законам Південної Кароліни»:2.
Брат Сари Томас вступив до Єльської юридичної школи у 1805 році:24. Під час своїх візитів додому Томас продовжував розповідати Сарі про небезпеку Просвітництва та важливість релігії. (Томас помер молодим, у некролозі про нього згадувалось, що найбільше пишався своєю побожністю). Ці ідеї в поєднанні з її таємними дослідженнями закону дали їй певну основу для її подальшої діяльності як активістки. Її батько зауважив, що якби вона була чоловіком, вона стала б найкращим юристом у Південній Кароліні:2. Лернер наводить дещо іншу версію, у якій батько сказав, що «з неї вийшов би найкращий юрист країни». Сара вважала свою нездатність здобути вищу освіту несправедливою. Її дивувала поведінка сім'ї та сусідів, які заохочували рабів хреститися та відвідувати богослужіння, але не вважали їх справжніми братами та сестрами по вірі.
З юності Сара вважала, що релігія повинна відігравати активнішу роль у покращенні життя тих, хто найбільше постраждав. Її релігійні пошуки привели спочатку до пресвітеріанства; вона навернулася у 1817 році:xi. Після переїзду до Філадельфії у 1821 році вона приєдналася до квакерів, про яких дізналася під час попереднього візиту зі своїм батьком:xi. Там вона стала відвертим захисником освіти та виборчого права для афроамериканців і жінок.

## Аболіціоністка
До 1817 року батько Сари був серйозно хворий, лікарі Чарлстона порекомендували поїхати до Філадельфії, щоб проконсультуватися з Філіпом Сингом Фісиком. Попри її палкі заперечення, батько наполягав, щоб 26-річна Сара супроводжувала його як доглядальниця. Сара поступилася, вони поїхали на північ у травні 1819 року. Фісик виявив, що не може допомогти, але запропонував подихати морським повітрям рибальського села Лонг-Бранч, Нью-Джерсі. Вони оселилися в пансіоні, де через кілька тижнів Джон Фошеро Грімке помер:34–37, 42.
Цей досвід зробив Сару більш впевненою в собі, незалежною та морально відповідальною. Вона вирішила, що не буде мешкати в Південній Кароліні:
Оскільки я залишила свій рідний штат через рабство та залишила будинок своїх батьків, щоб уникнути звуків лящання батога та криків замучених рабів, я б з радістю забула згадки про сцени, з якими я була знайома. Але цього не можна забути. Вони виникають в моїй пам'яті, як закривавлені примари та благають мене з непереборною силою в ім'я розіп'ятого Спасителя, в ім'я людства, заради рабовласника, а також рабині, щоб засвідчити жахи цієї Південної тюрми.
Після смерті батька вона залишилася у Філадельфії на кілька місяців та зустріла Ізраеля Морріса, який познайомив її з квакерством, зокрема з творами Джона Вулмана. Вона повернулася до Чарлстона, проте вирішила, що повернеться до Філадельфії, щоб стати квакерським священником і залишити своє єпископальне виховання. Однак вона опинилася у глухому куті, коли її неодноразово ігнорували та закривали раду квакерів, де домінували чоловіки. Відчужуючись, вона пізніше написала: «Я думаю, що жоден злочинець, засуджений до смерті, не може дивитися на день страти з більшим страхом, ніж я на наші щорічні збори»:84.
Вона повернулася до Чарлстона навесні 1827 року, щоб «врятувати» свою сестру Анджеліну від обмежень Півдня. Анджеліна відвідувала Сару у Філадельфії з липня до листопада того ж року та повернулася до Чарлстона, віддана вірі квакерів. Покинувши Чарлстон, Анджеліна та Сара подорожували по Новій Англії, розповідаючи про аболіціоністів, спочатку звертаючись до жінок лише у великих салонах і маленьких церквах. Їхні промови щодо скасування рабства та прав жінок збирали тисяч людей. У листопаді 1829 року Анджеліна приєдналася до своєї сестри у Філадельфії. У них давно були близькі стосунки. Протягом багатьох років Анджеліна називала Сару «матір'ю», оскільки вона була її хрещеною матір'ю та головним опікуном.
У 1868 році Сара виявила, що її покійний брат мав трьох позашлюбних синів змішаної раси від «особистої» рабині. Прийнявши їх у сім'ю, Сара надала кошти для навчання Арчибальда Грімке та Френсіса Джеймса Грімке, які зробили успішну кар'єру, одружилися та стали лідерами афроамериканської спільноти. Наймолодший Джон не цікавився формальною освітою та повернувся жити на Південь.

## Активізм
Сара й Анджеліна почали ненавидіти рабство та всі його приниження. Вони сподівалися, що їхня нова віра краще сприйматиме їхні аболіціоністські переконання. Однак їхні перші спроби виступити проти рабства викликали у них труднощі в спільноті квакерів. Сестри наполягали, що боротьба за права жінок така ж важлива, як боротьба за скасування рабства. Хоча Сара мала бажання «озброїти жінок до економічної незалежності та соціальної корисності», вони продовжували зазнавати нападок, навіть з боку деяких аболіціоністів, які вважали їхню позицію крайньою. У 1836 році Сара опублікувала «Послання до духовенства південних штатів». У 1837 році «Листи про рівність статей і становище жінок» опублікували серійно в массачусетській газеті «Спектейтор» й одразу з'явились у «Ліберейтор», газеті, яку видавав радикальний аболіціоніст і лідер руху за прав жінок Вільям Ллойд Ґаррісон. Листи вийшли друком як книга у 1838 році.
Коли сестри перебували разом у Філадельфії, вони присвятили себе благодійності та Товариству друзів (назва релігії, яку часто називають «квакерами»). Сара почала працювати над тим, щоб стати членом духовенства, але члени церкви (чоловіки) її постійно відмовляли. Приблизно у цей час риторика проти рабства почала входити в публічний дискурс.
Приєднавшись до своєї сестри в Американському товаристві боротьби з рабством у 1836 році, Сара спочатку відчула, що знайшла місце, до якого вона справді належала, де її думки та ідеї заохочувалися. Однак, коли вони з Анджеліною почали говорити не лише про скасування рабства, а й про важливість прав жінок, вони почали стикатися з критикою. Їхні публічні виступи вважалися нежіночими, оскільки вони звертались до аудиторії змішаної статі, яку у той час називали «розпусною». Вони також дискутували з чоловіками, які з ними не погоджувалися. Це було занадто для широкого загалу у 1837 році та спричинило багато різких нападок на їхню жіночість: в одній з версій припускалась думка, що сестри були просто бідними «старими дівами», які з'являлись на публіці, щоб знайти хоч якогось чоловіка, готового взяти бодай одну з них.
У 1838 році Анджеліна вийшла заміж за Теодора Велда, провідного борця за скасування рабства, який різко критикував додавання прав жінок до цього руху. Вона відійшла на задній план руху, ставши дружиною і матір'ю, але не відразу. Сара зовсім перестала виступати публічно. Мабуть, Велд написав їй листа, де докладно описав її недоліки в мовленні. Він намагався пояснити, що написав це з любові до неї, але додав, що вона шкодить справі, а не допомагає, на відміну від своєї сестри. Однак, протягом наступних років Сара отримувала багато прохань виступити (як й Анджеліна), тому залишаються сумніви, чи були її «недоліки» настільки серйозними, як він описав.
Під час громадянської війни Сара писала та читала лекції на підтримку президента Авраама Лінкольна. Сара працювала над тим, щоб позбавити США рабства, християнські церкви, які стали «нехристиянськими», і упередження щодо афроамериканців і жінок.
Її твори надали таким борчиням за виборче право, як Люсі Стоун, Елізабет Кеді Стентон і Лукреція Мотт, кілька аргументів та ідей, які їм знадобилися, щоб допомогти покінчити з рабством і започаткувати рух за виборче право жінок.
Сару Грімке відносять до категорії не лише аболіціоністів, а й феміністок, оскільки вона кинула виклик Товариству друзів, яке рекламувало інтеграцію жінок, але заперечувало її. Саме через прагнення скасувати рабство вона стала більш чутливою до обмежень щодо жінок. Вона настільки противилася підпорядкуванню чоловікам, що відмовилася вийти заміж. І Сара, і Анджеліна активно брали участь у русі проти рабства та видавали томи літератури та листів на цю тему. Коли вони стали відомими, вони почали читати лекції по всій країні з цього питання. У той час жінки не виступали на публічних зборах, тому Сару вважали лідером феміністичних питань. Вона відкрито кинула виклик жіночим домашнім ролям.
Її пам'ятають на Бостонській стезі жіночої спадщини.

## Погляди на віру і творіння
Погляди Сари Грімке на скасування рабства чітко випливають з її активності, і вона була головною учасницею цього руху. Ці погляди були вкорінені в її квакерській вірі, вона вірила, як і її сестра, що рабство суперечить волі Бога. Подібним чином її погляди на права жінок ґрунтуються на Біблії. Вона мала тверду думку, особливо щодо історії створення. Вона вірила, що Адам та Єва були створені рівними, на відміну від багатьох, хто вірив, що Єва була даром для Адама. Вона також покладає більшу частину провини за гріхопадіння на Адама, якого спокусив рівний, а не на Єву, яке спокусило надприродне зло, що пробачно, враховуючи її невинність. Це був головний аргумент у листі Грімке під назвою «Первісна рівність жінки», який описує її погляд на рівність статей, про яку згадується і в інших листах.
Сара Грімке використовувала Святе Письмо в більшості своїх творів, які демонстрували відданість квакерству та щиру віру в сумісність з активізмом. У 1837 році Сара відповіла на пастирський лист, який посилив біблійні тлумачення, підтримуючи роль жінок лише в «приватній сфері», використовуючи Святе Письмо, щоб забезпечити переваги та силу цієї позиції. Сара відповіла на цей лист також Святим Письмом, заохочуючи жінок взяти девіз: «Господь моє світло й моє спасіння; кого мені боятися? Господь — сила мого життя; кого мені боятися?» Вона повинна відчувати, якщо вона вірно вважає, що виконує один із найважливіших обов'язків, покладених на неї як відповідальну істоту, і що її характер, замість того, щоб бути «неприродним», цілком відповідає «Його волі». Її віра та близькість до Бога були вирішальним фактором здатності не боятися під час протистояння та гарно виступати від імені жінок і рабів.

## Авторка
Сара написала серію листів про жінок та їхнє місце в суспільстві, зокрема в церкві, які пізніше були зібрані в книгу «Листи про рівність статей і становище жінок». Саме в цих листах вона обговорює несправедливість стосовно жінок, що суперечить Біблії, і дає поради, як жінкам боротися з цими проблемами. Ця книга вийшла друком у 1838 році, але її листи та листи сестри, розповсюджувались роками завдяки публікації їхніх творів у «Ліберейторі» Вільямом Ллойдом Ґаррісоном.
У своєму першому листі від 11 січня 1837 року вона стверджує, що покладається виключно на Святе Письмо, оскільки вважає, що «майже все, що було написано на цю тему [жіночу сферу], було результатом неправильного уявлення простих істин, відкритих у Святому Письмі», окреслюючи чіткий намір і мету для наступного аналізу. Саме в цих листах вона засуджує поводження американських чоловіків із жінками та рабами просто як з засобом просування та отримання вигоди. Листи 5-8 присвячені оцінці становища жінок у різних країнах, включно з Азією, Африкою, Гренландією та США, розкриваючи глибину та широту її інтересу до жіночих проблем. Пізніше вона заявляє, що чоловіки однаково винні в «гріхопадінні» (Адама та Єви в Біблії) людства, і таким чином спростовує вічне покарання, раніше покладене на жінок через їхню безвідповідальність. У кінці своїх листів вона визнає разючі ідеї, і новизну цих дискусій серед християн, але закликає «досліджувати їх безстрашно і з молитвою та не ухилятися від розгляду», що було характерним для її творів і промов.

## У популярній культурі
- У 1973 році Рут Бейдер Гінзбург процитувала Сару Грімке: «Я не прошу жодних послуг для своєї статі. Усе, чого я прошу від наших братів, це те, щоб вони прибрали свої ноги з нашої шиї», коли вона виступала зі своїми першими усними аргументами у Верховному суді у справі Фронтьєро проти Річардсона; вона повторила це знову у фільмі «РБГ» (2018)[24].
- У 1998 році Грімке зарахували до Національної зали слави жінок[25].
- Сара Грімке та її сестра Анджеліна Грімке Велд з'являються як головні героїні п'єси Ейна Гордона «Якби вона стояла» 2013 року, створеної на замовлення Painted Bride Art Center у Філадельфії[26].
- Письменниця Сью Монк Кідд написала роман «Винахід крил» (2014) на основі життя Сари Грімке[27].